# Tom Remlov
Tom Remlov, född 21 juni 1949 i Oslo, är en norsk skådespelare, filmproducent, direktör och teaterledare.
Remlov började som barnskådespelare 1961 i filmerna Et øye på hver finger och Bussen. År 1967 medverkade han i Musikanter samtidigt som han gick i gymnasiet. Från 1971 utbildade han sig till skådespelare i London där han stannade kvar en tid och varvade skådespelaruppdrag med att undervisa i norska och litteratur vid University College.
Åren 1978–1982 verkade han vid Rogaland Teater som dramaturg och från 1982 vid Den Nationale Scene. Mellan 1986 och 1995 var han teaterchef för Den Nationale Scene, där han satsade på ny norsk dramatik och var även med att utveckla en projektteatermodell för institutionsteatrarna. Han har också översatt pjäser till norska.
Under 1980- och 1990-talen medverkade han sporadiskt i filmer: Papirfuglen (1984), kortfilmen Avsporing (1993), Drömspel (1994) och Markus och Diana (1996). Mellan 1996 och 2001 var han direktör för Norsk Film A/S och mellan 2001 och 2008 ledare för producentutbildningen vid Den norske filmskolen i Lillehammer. Åren 2008–2014 var han direktör för Den Norske Opera & Ballett och från 2015 är han ledare för Riksteatret. Han verkade som filmproducent mellan 1996 och 2009.

## Filmografi
Skådespelare
- 1961 – Bussen
- 1961 – Et øye på hver finger
- 1967 – Musikanter
- 1984 – Papirfuglen
- 1993 – Avsporing (kortfilm)
- 1994 – Drömspel
- 1994 – Markus och Diana